# La Voix des femmes (1917)

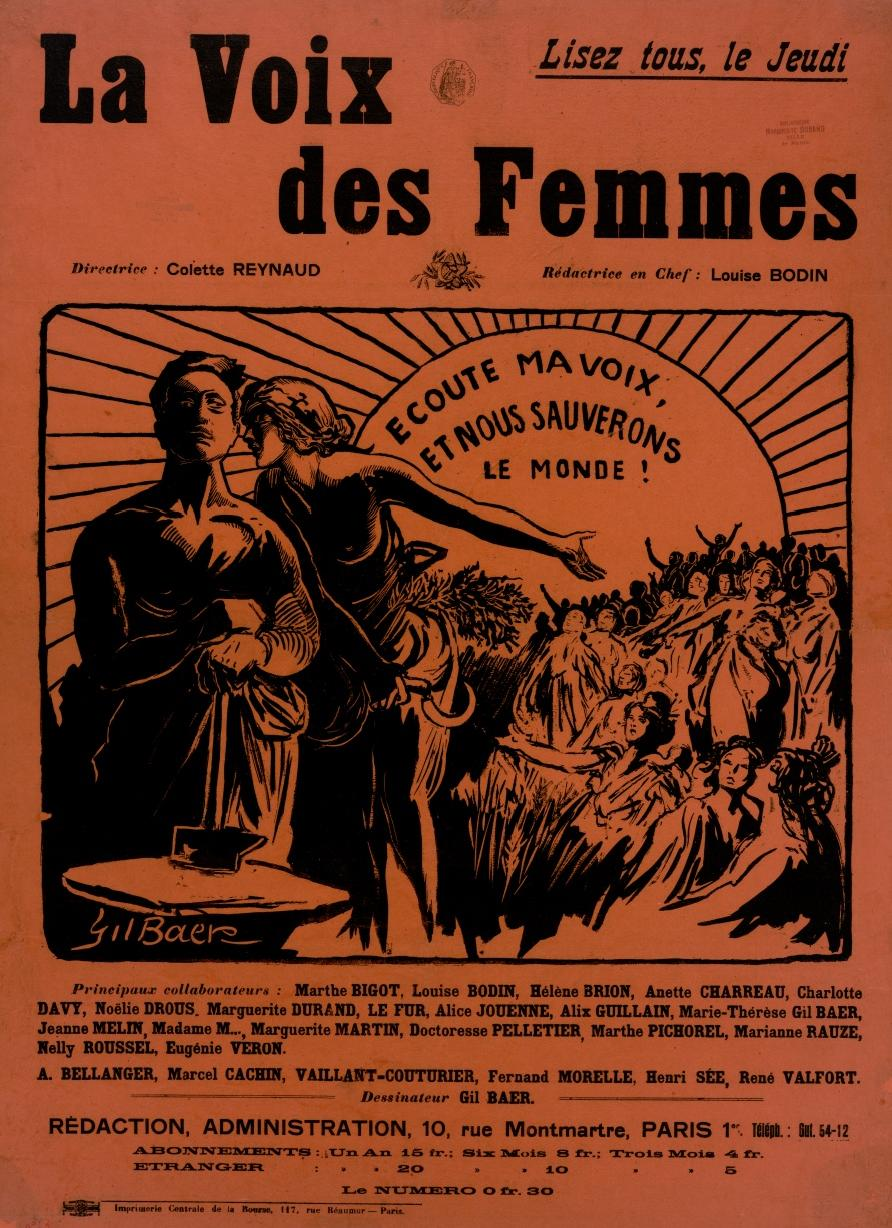
Plakat, La Voix des Femmes

La Voix de femmes (Die Stimme der Frauen) war eine wöchentliche Zeitung, die 1917 von Colette Reynaud und Louise Bodin gegründet wurde und deren erste Ausgabe am 31. Oktober 1917 erschien. Die Zeitung existierte bis 1937. 

## Geschichte
1917 gründeten Colette Reynaud und Louise Bodin La Voix des femmes, eine wöchentliche „politische, soziale, wissenschaftliche, künstlerische“ Zeitung, deren erste Ausgabe am 31. Oktober 1917 erschien. Die Zeitung entstand vor dem Hintergrund des Ersten Weltkriegs und stand im Einklang mit der Arbeiterbewegung, die sich gegen die Union sacrée stellte. Die Zeitung, die sich 1919 als „feministisch, pazifistisch, sozialistisch und internationalistisch“ bezeichnete, vereinte Feministinnen, Pazifisten, Anhänger der extremen Linken und Neomalthusianer.
Zu den regelmäßigen Autoren gehörten unter anderem Henri Barbusse, Romain Rolland, Marcel Cachin, Madeleine Pelletier, Victor Méric, Nelly Roussel, Séverine, Marthe Bigot, Hélène Brion, Marcelle Capy und Georges Pioch. Sozialistische Frauen fanden hier Unterstützung und Louise Bodin rief zur Gründung der Fraueninternationale auf. Colette Reynaud und Camille Drevet wurden ab dem 21. Januar 1926 Chefredakteurinnen der Zeitung.
Louise Bodins Leitartikel in der ersten Ausgabe vom 31. Oktober 1917 wurde wie die meisten der 58 Ausgaben, die zwischen Oktober 1917 und Februar 1919 erschienen, vom „Bureau de la presse“ zensiert.
Zunächst wöchentlich, wurde sie 1919 in eine zweiwöchentliche Ausgabe umgewandelt. Die erste zweiwöchentliche Ausgabe erschien am 19. Oktober 1919 und enthielt Artikel von Marthe Bigot, Louise Bodin, Annette Charreau, Fanny Clar, Alice Jouenne, Leyciat, Magdeleine Marx, Marianne Rauze, Henriette Sauret und Monette Thomas. Es hieß: „Alle sozialistischen Frauen sollten diese Ausgabe kaufen und lesen und dann ein Abonnement abschließen“. Die Zeitung wurde 1922 täglich und Ende 1922 wieder wöchentlich herausgegeben. Die letzte Ausgabe erschien 1937.